# Pierre-Henri Raphanel
Pierre-Henri Raphanel (Algeri, 27 maggio 1961) è un ex pilota automobilistico francese.

## Carriera

### Gli inizi
Raphanel iniziò la propria carriera sui kart e, nel 1981, si laureò campione nazionale. Sponsorizzato dalla Marlboro fece quindi il suo debutto in Formula Renault nel 1983. Nel 1984 si verificò quindi il suo passaggio in F3 francese, in cui vinse il titolo l'anno seguente. Rimasto con il team Oreca, passò alla Formula 3000 nel 1986.
Nel suo primo anno ottenne un terzo posto come miglior risultato in gara ed ottenne cinque punti in campionato, concludendo dodicesimo, nonostante alcune buone prestazioni in qualifica. A fine stagione si trasferì alla Onyx, ma i risultati stentarono a migliorare. Ottenne, però, un terzo posto alla 24 Ore di Le Mans. Tornato all'Oreca per il 1988, pur ottenendo sempre discreti risultati in prova, dimostrava sempre poca concretezza in gara.

### Formula 1
Nonostante ciò ebbe la possibilità di debuttare in Formula 1 con Larrousse, sostituendo Yannick Dalmas. L'anno seguente corse con Coloni e con Rial, debuttando il 13 novembre 1988. Si qualificò solo in una gara, nel Gran Premio di Monaco 1989, senza riuscire peraltro a concludere la gara.

## Risultati in Formula 1
| 1988 | Scuderia  | Vettura |  |  |  |  |  |  |  |  |  |  |  |  |  |  |  |    |  | Punti | Pos. |
| ---- | --------- | ------- |  |  |  |  |  |  |  |  |  |  |  |  |  |  |  | -- |  | ----- | ---- |
| 1988 | Larrousse | LC88    |  |  |  |  |  |  |  |  |  |  |  |  |  |  |  | NQ |  | 0     |      |

| 1989 | Scuderia    | Vettura          |     |     |     |     |     |     |     |     |     |     |    |    |    |    |    |    |  | Punti | Pos. |
| ---- | ----------- | ---------------- | --- | --- | --- | --- | --- | --- | --- | --- | --- | --- | -- | -- | -- | -- | -- | -- |  | ----- | ---- |
| 1989 | Coloni Rial | FC188B e C3 ARC2 | NPQ | NPQ | Rit | NPQ | NPQ | NPQ | NPQ | NPQ | NPQ | NPQ | NQ | NQ | NQ | NQ | NQ | NQ |  | 0     |      |

| Legenda | 1º posto     | 2º posto | 3º posto    | A punti         | Senza punti/Non class.  | Grassetto – Pole position Corsivo – Giro più veloce |
| Legenda | Squalificato | Ritirato | Non partito | Non qualificato | Solo prove/Terzo pilota | Grassetto – Pole position Corsivo – Giro più veloce |